# Centro de Reabilitação Infantil
O Centro de Reabilitação Infantil (CRI) é um centro de tratamento localizado no bairro do Tirol, em Natal. Situado ao lado do edifício do Hemocentro de Natal, o Centro de Reabilitação Infantil foi construído durante a gestão do então governador Geraldo Melo e contou com a parceria do Ministério da Saúde. O centro foi inaugurado em 12 de julho de 1990 e possui capacidade para realizar seis mil atendimentos mensais.